# Танг Су До
Тангсудо (Tangsudo, Tang Soo Do) е древен корейски стил бойно изкуство.
Този стил е повлиян от бойните умения на монасите от манастира Шаолин в Китай. През годините е носело различни имена, като: Танг Су, Су Бакх, Куон Боп, Сип Пал Ки, Те Кион и др.
Стилът се популяризира от корейския майстор на бойните изкуства Гранд Мастър Хуонг Ки.
Тангсудо има шест нива на опитност, които включват:
- самозащита
- форми
- чупене
- игра с оръжия
- точкова терапия
- медитация

Стилът има 21 форми без оръжие, 5 форми с дълга тояга, 3 форми с нож, 3 форми с традиционна корейска сабя, както и няколко специфични форми за активиране на вътрешната енергия.
Основен девиз на майсторите по тангсудо е: „Ние не носим черните колани на пояса, ние ги носим в сърцето си“.